# Théâtre Fairmount

Logo

Le Théâtre Fairmount, anciennement le Cabaret du Mile End, est une salle de spectacle située dans le quartier du Mile End dans la ville de Montréal.

## Historique
La salle de spectacle existe depuis 1983. Elle a d'abord été occupée par le Club Soda jusqu'en juillet 1999. La salle est ensuite reprise par les producteurs de Nuits d'Afrique qui renomme l'endroit Kola Note. La salle est destinée aux spectacles de musique du monde. En 2010, Nuits d'Afrique met fin à ses activités à cette salle. Une coopérative crée alors le Cabaret du Mile End.   
Depuis sa création en février 2010 jusqu'à sa fermeture en novembre 2014, la salle de spectacle est gérée par la Coopérative de solidarité Le Cabaret du Mile End. 
Elle a vu jouer plusieurs milliers d'artistes, contribuant ainsi à faire de ce quartier limitrophe du Plateau Mont-Royal et d’Outremont un pôle d'attraction des créateurs du milieu des arts et de la culture. 
En 2011, près de 35 000 personnes ont franchi les portes du Cabaret du Mile End, démontrant hors de tout doute que cette salle est aimée du public montréalais. Elle a vu le nombre de spectacles passer de 91 en 2010 à 151 en 2011. En moins de 2 ans, ce nouveau venu du milieu des spectacles à Montréal a reçu plus de 50 000 personnes dans 241 spectacles.
En 2013, le Cabaret du Mile End aura vu défiler sur sa scène Élisabéthaine (trois côtés) plus de 1500 artistes et 45 000 spectateurs répartis sur 210 spectacles, une croissance significative pour une 4e année d'opérations.
Le 30 novembre 2014, la coopérative de solidarité Le Cabaret du Mile End met fin à ses activités en offrant un spectacle de fermeture avec le groupe LABESS, après cinq années de gestion, plus de 800 spectacles, ayant reçu plus de 150 000 spectateurs durant ces 5 années,.
La salle est reprise à la fin 2014 par Neon Productions qui effectue des rénovations. Le lieu est rouvert en mars 2015 sous le nom de Théâtre Fairmount. 

Ancien logo
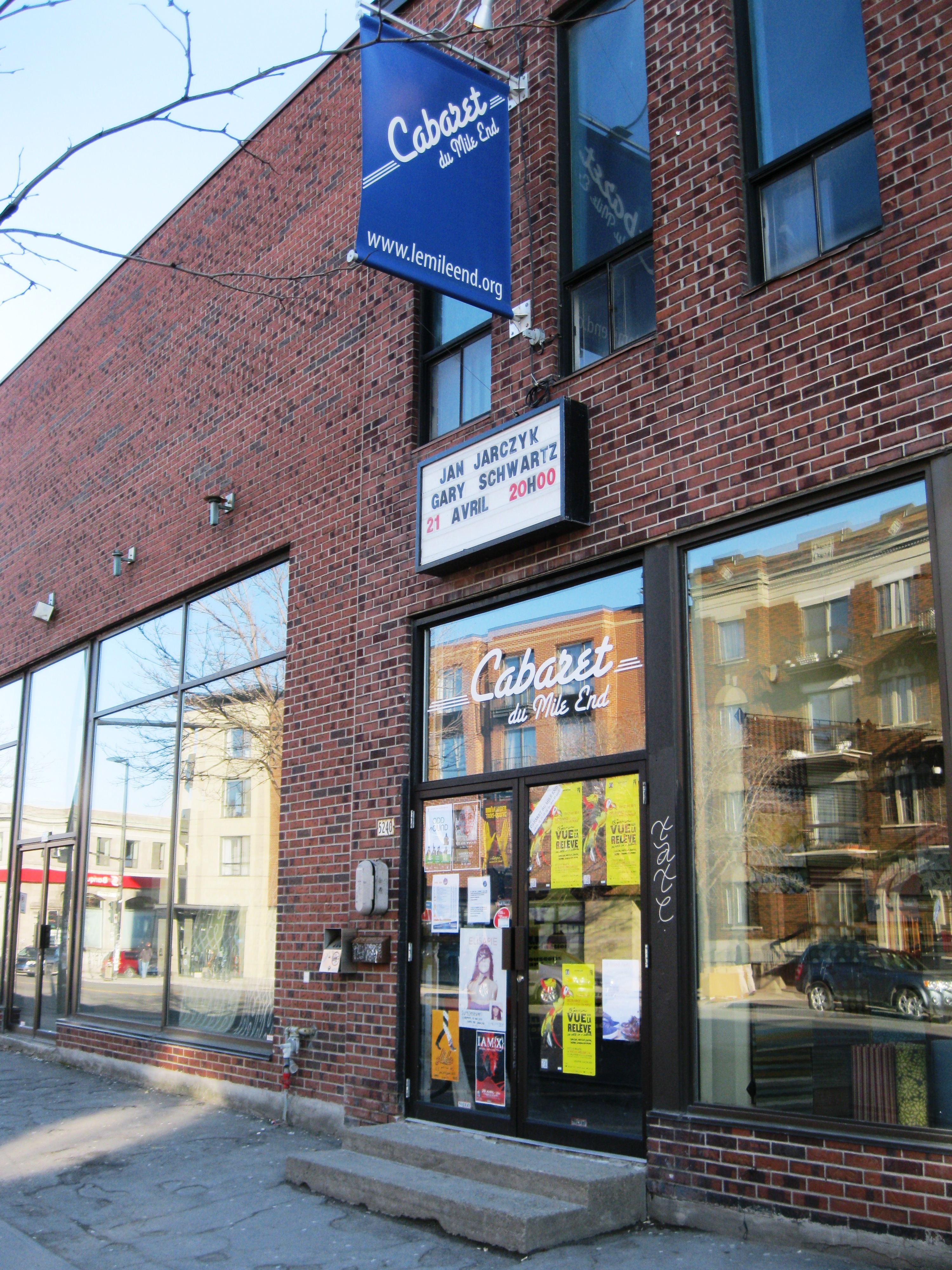
Façade